# نورما جان
نورما جان (به انگلیسی: Norma John) گروه موسیقی فنلاندی است.
آنها در مسابقه آواز یوروویژن ۲۰۱۷ نماینده فنلاند بودند .